# ماهادواپورا
شهر ماهادواپورا (به انگلیسی: Mahadevapura) با جمعیت ۲۰۶٫۹۲۳ نفر در ایالت کارناتاکا در کشور هند واقع شده‌است.